# Климов, Виктор Викторович
Виктор Викторович Климов (10 декабря 1964 года, село Совхозное, Симферопольский район, Украинская ССР) — советский, позднее украинский велогонщик. Чемпион мира. Заслуженный мастер спорта СССР (1985).

## Биография
Велосипедным спортом начал заниматься в 1976 году у заслуженного тренера Украины Новикова Е. П.
В 1979 году попал в состав юношеской сборной Украины по велоспорту и сразу через год в состав сборной команды СССР (юниорской), выиграл первенство СССР в командной гонке на 50 км и занял третье место в первенстве СССР в групповой гонке. В 1982 году выполнил норматив мастера спорта СССР, выиграв первенство СССР в многодневной гонке. В 1983 ему покорился норматив мастера спорта СССР международного класса в составе сборной команды Вооруженных Сил. В 1984 году в основном составе сборной команды СССР завоевал первую медаль чемпиона СССР в командной гонке на 100 км. В 1985 году признан лучшим велосипедистом СССР. В составе сборной СССР находился с 1980 по 1990 год. В 1996 году завоевал первую и последнюю медаль на чемпионате Украины. Имеет 64 победы на международных соревнованиях различного ранга.
За спортивные достижения награждён:
- Почётной грамотой Президиума Верховного Совета УССР;
- Знаком ЦК ВЛКСМ «Спортивная доблесть».

В 1997 году закончил Симферопольский государственный университет им. М. В. Фрунзе. В 1988 году был призван на действительную военную службу в ряды вооруженных Сил СССР. С 1985 по 1991 года — сверхсрочная служба. В 1986 г. поступил в Военный институт физической культуры им. Ленина в городе Ленинграде. В 1987 году окончил курсы инструкторов по спорту высшей квалификации, получив воинское звание — младший лейтенант. В 1991 году уволился из рядов Вооружённых Сил СССР в связи с отъездом на работу за рубеж.
В 1994 году женился, в 1995 году у него родился сын Виктор, в 1998 году родилась дочь Екатерина.
В 1996 году был призван в ряды Вооруженных Сил Украины в спортивный клуб «ВМС» на должность спортсмена-инструктора, где проходил службу на должности тренера учебно-методического отдела спортивного клуба ВМСУ.
В 2014 году принял гражданство России.
Член президиума общественной организации Олимпийский совет Республики Крым. 

## Победы
1984
- 1-й  — Чемпион СССР в командной гонке ( c Сергеем Ворониным, Евгением Корольковым и Сергеем Наволокиным)

1985
- 1-й  — Чемпион мира в командной гонке ( c Александром Зиновьевым, Игорем Сумниковым и Василием Ждановым)
- 1-й на этапе 2 в Минске — Велогонка Мира (командная гонка)

1986
- 1-й на этапе 3 в Киеве — Велогонка Мира (командная гонка)

1987
- 1-й  — Чемпион СССР в командной гонке ( c Асятом Саитовым, Игорем Сумниковым и Василием Ждановым)
- 1-й  — Чемпион СССР в гонке дуэтов ( c Василием Ждановым)
- 2-й  — Чемпионат мира в командной гонке ( c Асятом Саитовым, Игорем Сумниковым и Евгением Загребельным)

1988
- 1-й  — Чемпион СССР в командной гонке ( c Асятом Саитовым, Игорем Сумниковым и Василием Ждановым)

1989
- 1-й  — Чемпион СССР в групповой гонке
- 1-й  — Чемпион СССР в командной гонке ( c Асятом Саитовым, Юрием Мануйловым и Владимиром Золотовым)
- 3-й  — Чемпионат мира в командной гонке ( c Юрием Мануйловым, Олегом Галкиным и Евгением Загребельным)

1991
- 1-й — Trophée Joaquim-Agostinho
- 1-й — Mémorial Manuel Galera
- 1-й на этапе 5 — Tour of Galicia
- 1-й на этапе 3 — Париж — Ницца

## Награды и звания
- Заслуженный работник физической культуры и спорта Республики Крым (27 февраля 2017)[3]